# Roger-Edgar Gillet

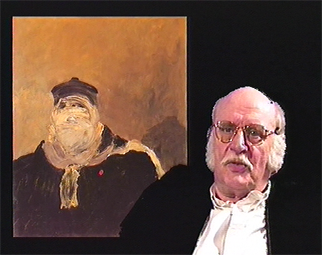
Roger-Edgar Gillet 1995

 Roger-Edgar Gillet  (* 10. Juli 1924 in Paris, Frankreich; † 2. Oktober 2004 bei Saint-Suliac (Département Ille-et-Vilaine, Bretagne), Frankreich) war ein französischer Maler, Theaterdekorateur und Architekt.

## Leben und Werk
Roger-Edgar Gillet gehört zu den bedeutenden Vertretern der Abstrakten Malerei nach dem Zweiten Weltkrieg. Er studierte an der École Boulle in Paris von 1939 bis 1943. 1944 schreibt er sich an der École Nationale Supérieure des Arts Décoratifs ein. Er war als Bühnenbildner, Theaterdekorateur und Architekt tätig. Von 1946 bis 1948 ist er Lehrer an der Académie Jullian. Er wird im Jahr 1954 mit dem Prix Fénéon und im Jahr 1955 mit dem Catherwood-Prize in den USA ausgezeichnet. Roger-Edgar Gillet war ein eher diskreter, trotzdem aber sehr einflussreicher Vertreter der Modernen Kunst in Frankreich. Er bevorzugte die warmen Erdfarben in seiner Malerei, die er abstrakt expressionistisch einsetzte.

## Wichtige Ausstellungen
- 1953: erste Einzelausstellung in der Galerie Craven, Paris
- 1959: Teilnahme an der documenta 2 in Kassel
- 1987: Retrospektive im CNAP Paris
- 1990: Retrospektive im Museum of Art Oklahoma University und im Cultural Centre of Scotland, Arizona

## Werke in Museen und Sammlungen
(Auswahl)
- Musée National d’Art Moderne, Paris
- Musée d’Art Moderne de la Ville de Paris
- Musée de Lille
- Musée de Grenoble
- Oslo Museum, Norwegen
- Musée des Beaux-Arts, Brüssel
- Museum von São Paulo, Brasilien